# St. Peter und Paul (Erkheim)

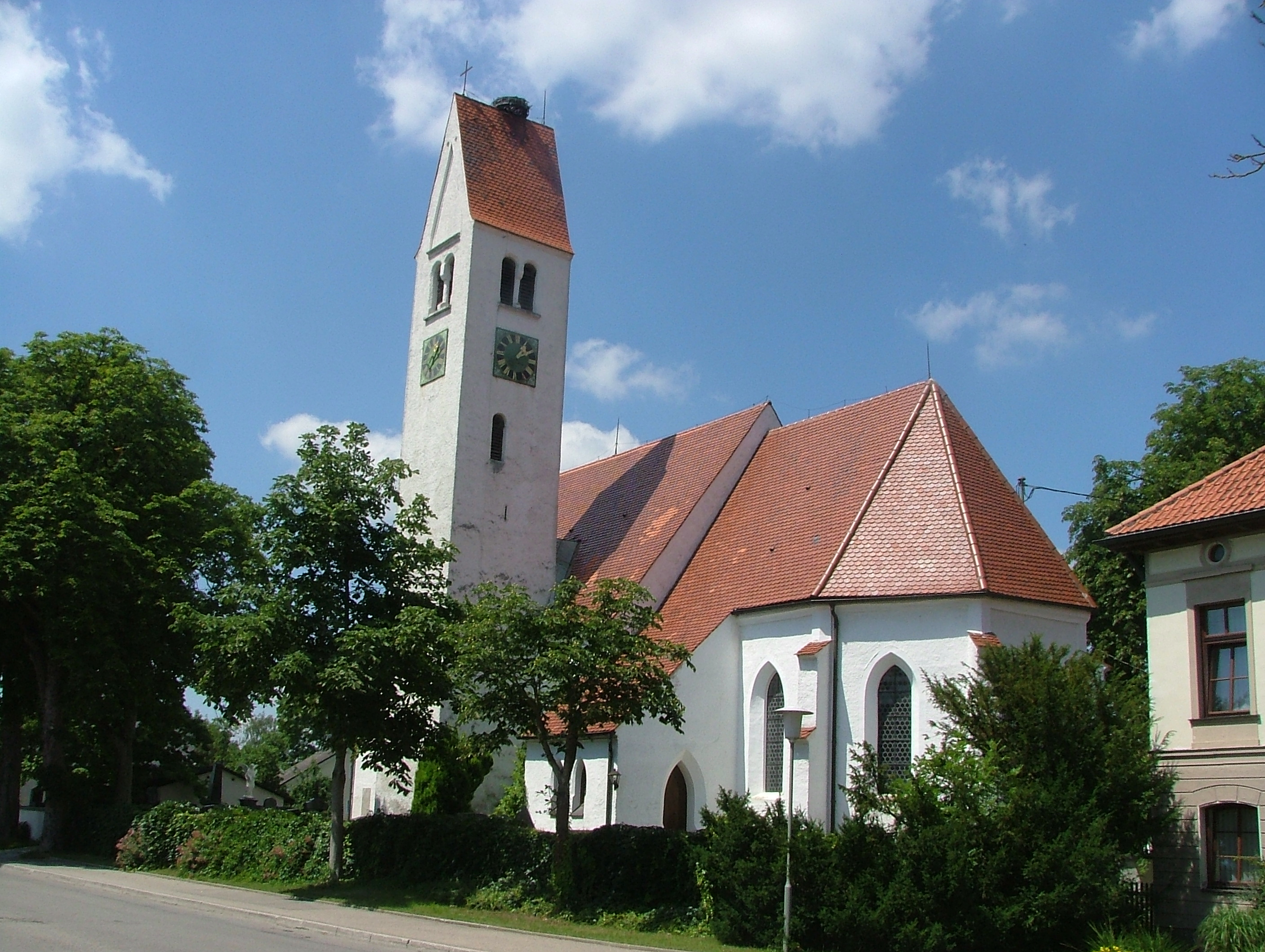
St. Peter und Paul in Erkheim

Die evangelisch-lutherische Kirche St. Peter und Paul befindet sich in Erkheim im Landkreis Unterallgäu in Bayern. Die Kirche steht unter Denkmalschutz.

## Geschichte
Eine Kirche an dieser Stelle wurde bereits 1167 genannt. Aus dieser Zeit stammt vermutlich noch der Tuffsteinunterbau des Kirchturmes und ist somit der älteste Baubestandteil der Kirche. Ein Neubau wurde im Jahr 1433 errichtet. In den Jahren 1803 bis 1807 wurde ein neuer Dachstuhl sowie eine neue Langhausdecke errichtet. Eine Restaurierung der Kirche fand 1954 statt.

## Baubeschreibung

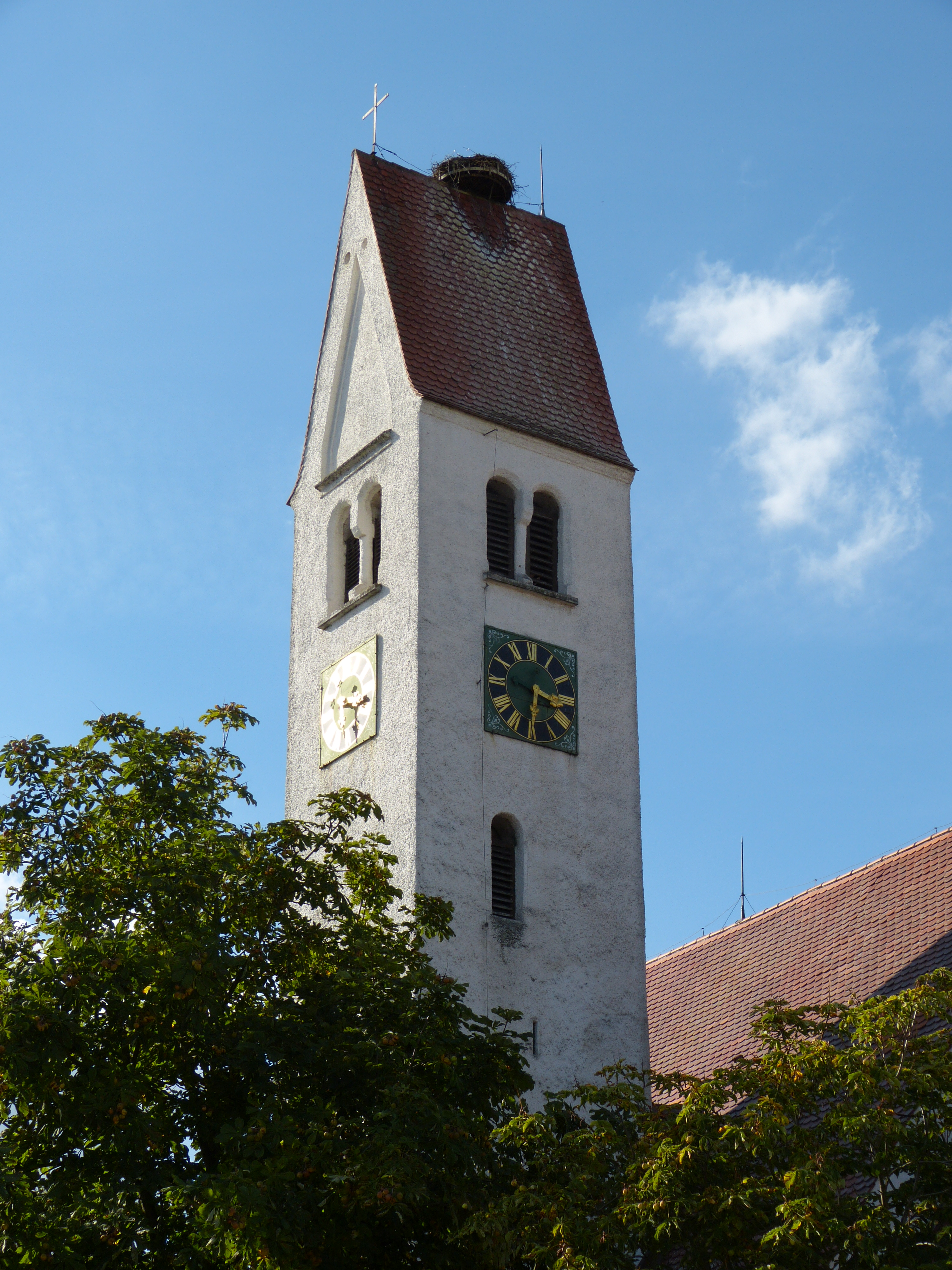
Kirchturm von St. Peter und Paul

Das Langhaus der Kirche ist ein flachgedeckter Saal mit vier Fensterachsen. Sowohl innen wie außen ist dieser ungegliedert. An das Langhaus schließt sich der eingezogene Chor mit 5/8 Schluss an. Der aus einem Joch bestehende Chor besitzt ein Sternrippengewölbe auf Pyramidenkonsolen. Die Außenfassade des Chores zieren schlichte Strebepfeiler mit Wasserschlag. Der Eingang zur Kirche ist spitzbogig und befindet sich auf der Südseite des Langhauses. Sowohl in den Kirchturm wie auch in die Sakristei führen spitzbogige Portale. Der Kirchturm befindet sich an der Südseite der Kirche und ist mit einem Satteldach gedeckt. Der ungegliederte Kirchturm enthält im Obergeschoss gekoppelte Klangarkaden.

## Innenausstattung

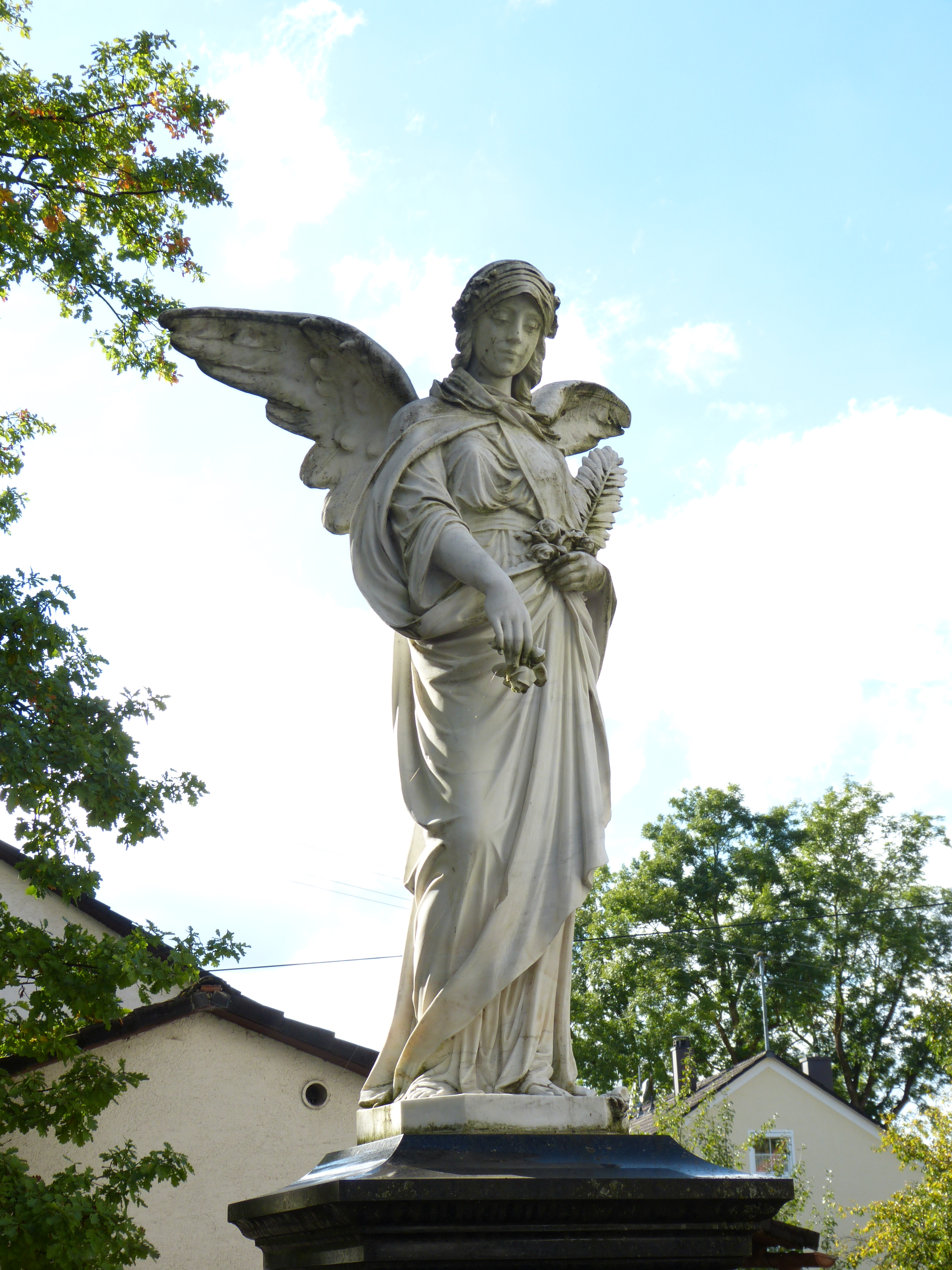
Engel auf dem Friedhof von St. Peter und Paul

Der ehemals in der Kirche befindliche Altar aus der Zeit um 1600 befindet sich jetzt in der Wallfahrtskirche in Mussenhausen. Ersetzt wurde dieser Altar durch eine moderne Ausführung. Aus dem Jahr 1777 stammt der Taufstein. Gefertigt ist der Taufstein aus grauem Marmor. Das glockenförmige Becken ruht auf einem vierseitigen gebauchten Pfeiler.
Aus dem gleichen Jahr wie der Taufstein stammt auch die Kanzel. Der polygonale Korb der Kanzel befindet sich auf einem nachträglich eingefügten Pfeiler. Der Korb ist durch Dreiviertelsäulen gegliedert. Von Pilastern und Gebälk ist die Kanzeltür eingerahmt. Eine Figur des auferstandenen Jesus Christus befindet sich auf dem Schalldeckel.
Der Pfarrersitz mit Akanthusschnitzerei stammt aus der Zeit um 1700. In der Kirche befinden sich zwei Gemälde. Die Auferweckung des Lazarus ist aus dem Anfang des 17. Jahrhunderts und wird Gabriel Dreer zugeschrieben. Ein Pfarrerbildnis ist mit F. Küchlin pinx. 1822 bezeichnet. Das gefasste Holzkruzifix wurde 1698 gestiftet.
Ein Sandsteinepitaph für Johannes Lingg († 1474) befindet sich im Chor der Kirche. Auf dem Epitaph ist eine flache Relieffigur abgebildet. Die Inschrift auf einer weiteren Sandsteinplatte mit Wappenrelief aus dem 17. Jahrhundert ist zum Teil zerstört. Aus Solnhofener Plattenkalk ist die Gedenktafel für die Gefallenen der Jahre 1805 bis 1815 gefertigt. Bezeichnet ist die Gedenktafel mit Reich STH.